# エミン・ファフレッティン・オズディレク
エミン・ファフレッティン・オズディレク（Emin Fahrettin Özdilek, 1898年‐1989年3月13日）は、トルコの軍人、政治家。1961年に1ヶ月だけトルコ共和国首相に在任した。軍事政権から文民政権への移行措置に伴う在任であり、代数には数えられていない。

## 経歴
オスマン帝国のブルサに生まれる。小学校を卒業後、エディルネの陸軍幼年学校に入学。第一次世界大戦中の1917年に少尉に任官。1920年からトルコ革命戦争に参加し、1921年には第3騎兵師団の中尉として西部戦線でギリシャ軍との戦闘に従軍。1925年‐1927年、陸軍士官学校および騎兵学校で学ぶ。1933年に陸軍大学に入学、1936年8月に少佐に昇進し、同年10月に卒業して参謀将校となる。さまざまな部隊勤務を経て、1959年に大将に昇進。
1960年5月の軍部によるクーデター後、国家統一委員会の一員となり、ジェマル・ギュルセル内閣で国防相に就任。10月に首相補佐となる。1961年10月に新憲法が発効してギュルセル首相が大統領に就任するのに伴い、翌月の選挙で文民政権が成立するまでの暫定首相に就任した。1961年から1980年まで、新憲法で新設された上院の議員を務める。1983年のトルコ大国民議会総選挙にコンヤ選挙区で人民党から出馬して当選。1989年にアンカラで死去した。